# Howtun
Howtun – wieś w Armenii, w prowincji Szirak. W 2011 roku liczyła 154 mieszkańców.